# Gary Harris (cầu thủ bóng đá)
Gary Wayne Harris (sinh ngày 31 tháng 5 năm 1959) là một cựu cầu thủ bóng đá người Anh. Ông có 4 lần ra sân ở the Football League cho Cardiff City từ năm 1977 đến năm 1980.